# Donington (Lincolnshire)
Donington è un villaggio e parrocchia civile dell'Inghilterra, appartenente alla contea del Lincolnshire.